# Bingo (gruppo musicale)
I Bingo sono stati un gruppo punk rock italiano originario di Roma attivo nella seconda metà degli anni novanta guidato da Alex Vargiu storico componente dei Bloody Riot.
Il loro stile grezzo si ispirava a quello dei gruppi pel primo punk americano.

## Storia dei Bingo
Nati sulle ceneri di un gruppo precedente, Thrashred, il gruppo è un power trio composto da Manolo Morea (basso) e Alessandro Petrozzi (batteria) già nei Cosmonauti.
Il loro esordio fu con l'EP We're Gonna Kill Your Family uscito nel 1996. Venne poi registrato un album di cui venne perso il master a causa dell'improvviso scioglimento del gruppo. Venne in seguito trovato e pubblicato con il titolo di Close Up composto da 11 tracce.
Terminata l'esperienza con il gruppo Vargiu ha fondato i Dissuaders.

## Discografia

### Album
- 2000 - Close Up (Bondage)

### EP
- 1995 - We're Gonna Kill Your Family (Hate)